# Windmotor Scharsterbrug
De Windmotor Scharsterbrug stond vlak bij het dorp Scharsterbrug, maar is inmiddels weggehaald bij de verbouwing van knooppunt Joure. Het was een Amerikaanse windmotor met een windrad van 18 bladen, die ruim een kilometer ten oosten van het dorp direct aan de A6 stond. Hij werd gemaakt door de firma Mous uit Balk en had een windrad van 18 bladen met een diameter van 4,5 meter.
Ten westen van Scharsterbrug staat een grotere windmotor.